# جوسيف ياروسلاف لانغر
جوسيف ياروسلاف لانغر (بالتشيكية: Josef Jaroslav Langer)‏ (و. 1806 – 1846 م) هو كاتب، وشاعر، وصحفي تشيكي، توفي عن عمر يناهز 40 عاماً.